# موریل ماژلان
موریل ماژلان (فرانسوی: Murielle Magellan‎؛ زادهٔ ۱۹۶۷ میلادی) کارگردان نمایش، فیلم‌نامه‌نویس، نمایشنامه‌نویس و نویسنده اهل فرانسه است.
از فیلم‌هایی که وی در آن‌ها نقش داشته‌است، می‌توان به خانواده اجاره‌ای اشاره نمود.